# Nationalpark Los Nevados
Der Nationalpark Los Nevados (spanisch Parque Nacional Natural los Nevados) ist ein Schutzgebiet in der Zentralkordillere in Kolumbien. Es wurde 1974 ausgewiesen und ist 380 km² groß. Der Park erstreckt sich über die Departamentos Departamento de Caldas, Quindío, Risaralda und Tolima und liegt auf dem Gebiet der Gemeinden Manizales, Villamaría, Santa Rosa de Cabal, Pereira, Salento, Villahermosa, Anzoátegui, Santa Isabel, Murillo, Ibagué und Casabianca. Er ist Teil der Anden, seine Gletscher speisen Flüsse, Seen und andere Feuchtgebiete des Umlands.
Es gibt heiße Quellen, Seen und einen Wasserfall zu sehen. Eines der Highlights des drittmeistbesuchten Parks in Kolumbien ist der 5300 Meter hohe Vulkan Nevado del Ruiz. Weitere sieben Vulkane befinden sich in der Umgebung. Eine weitere Sehenswürdigkeit ist der aus Gletscherschmelzwasser bestehende See Otún, an dem man einige vom Aussterben bedrohte Vogelarten sichten kann. Alleine sollte man den Park nicht durchqueren, ein Tourguide ist erforderlich. Bei den Touren sind Schlafoptionen und Verpflegung meist inklusive.